# Die Fledermaus
La Chauve-Souris
 (octobre 2017).
Si vous disposez d'ouvrages ou d'articles de référence ou si vous connaissez des sites web de qualité traitant du thème abordé ici, merci de compléter l'article en donnant les références utiles à sa vérifiabilité et en les liant à la section « Notes et références ».
Pour les articles homonymes, voir La Chauve-Souris (homonymie).
Représentations notables
- 2001, Festival de Salzbourg

Personnages
- Gabriel von Eisenstein
- Rosalinda, son épouse
- Adele, servante de Rosalinda
- Ida, sœur d'Adele
- Alfred, un maître de chant
- Dr. Falke, un notaire
- Dr. Blind, un avocat
- Frank, gouverneur de la prison
- Prince Orlofsky, noble russe
- Ivan, le page du prince
- Frosch, un gardien de prison

Die Fledermaus (en français, La Chauve-Souris) est une opérette viennoise de Johann Strauss II composée en 1874 et créée au Theater an der Wien de Vienne le 5 avril 1874.
À la base du livret, une pièce autrichienne de 1851, Das Gefängnis (La Prison) adaptée par Henri Meilhac et Ludovic Halévy en 1872 sous le titre Le Réveillon. L'œuvre retourne à Vienne, où l'histoire est transformée par Richard Genée et Karl Haffner (de). Strauss achève la partition en 42 jours et connait le succès dès sa sortie,.
Créée en français à Paris le 30 octobre 1877 sous le titre La Tzigane, dans une version remaniée de Delacour et Wilder, elle ne rencontre le succès qu'à partir de 1904 dans une nouvelle adaptation de Paul Ferrier.

## L'œuvre

### Argument
L'action se passe à Vienne, à la fin du XIXe siècle

#### Acte 1: dans la maison de la famille Eisenstein
On entend, venant du dehors, une sérénade chantée par Alfred, adressée à Rosalinde (épouse de Gabriel von Eisenstein), avec qui il a eu autrefois une liaison (Täubchen das entflattert ist). Adèle, la servante, fait son entrée, tenant à la main une lettre de sa sœur Ida. Celle-ci, qui fait partie d'une troupe de ballet, l'invite à la rejoindre à une soirée donnée chez un riche aristocrate russe, le prince Orlofsky. Adèle est tout excitée et décide de demander à sa maîtresse la permission de s'absenter en prétendant devoir rendre visite à sa tante malade.
Mais Rosalinde est bouleversée par la sérénade d'Alfred, d'autant plus que son mari doit le soir même se rendre à la prison, car il a été condamné à une peine de cinq jours pour outrage à fonctionnaire. Elle ne peut pas se passer de sa domestique dans ces circonstances. Adèle quitte la pièce en pleurant, et Alfred entre. Il réussit à convaincre Rosalinde d'accepter qu'il lui rende visite une fois que son mari sera parti en prison.
À peine est-il parti qu'Eisenstein entre, en compagnie de son avocat, le Dr Blind. Ce dernier s'est montré si maladroit que la peine de prison d'Eisenstein est passée de cinq à huit jours, et Eisenstein est naturellement furieux (Nein, mit solchen Advocaten). L'avocat s'en va, et Eisenstein ordonne à Adèle de lui commander un bon repas, et à Rosalinde d'aller lui chercher de vieux habits qu'il portera en prison.
Entre le Docteur Falke, un ami d'Eisenstein, qui lui propose de se rendre costumé à la soirée du prince Orlofsky, avant de se rendre en prison (Komm mit mir zum Souper). Eisenstein accepte, et lorsque Rosalinde revient avec les vieux habits, elle est très étonnée qu’Eisenstein lui annonce que finalement, il se rendra en prison en tenue de soirée. Il quitte la maison après des adieux déchirants entrecoupés d'un air de polka, et Rosalinde annonce à Adèle qu'elle peut finalement disposer de sa soirée.
Adèle partie, le champ est libre pour Alfred, qui se met à l'aise et se sert à boire (Trinke, Liebchen, trinke schnell). Mais Frank, le nouveau gouverneur de la prison, arrive pour emmener Eisenstein. Pour ne pas être compromise, Rosalinde est obligée de prétendre qu'Alfred est son époux (Mein Herr, was dächten Sie von mir), et celui-ci accepte de se laisser mener en prison, non sans en profiter pour obtenir plusieurs « baisers d'adieu » (Mein schönes, großes Vogelhaus).

#### Acte 2: chez le prince Orlofsky

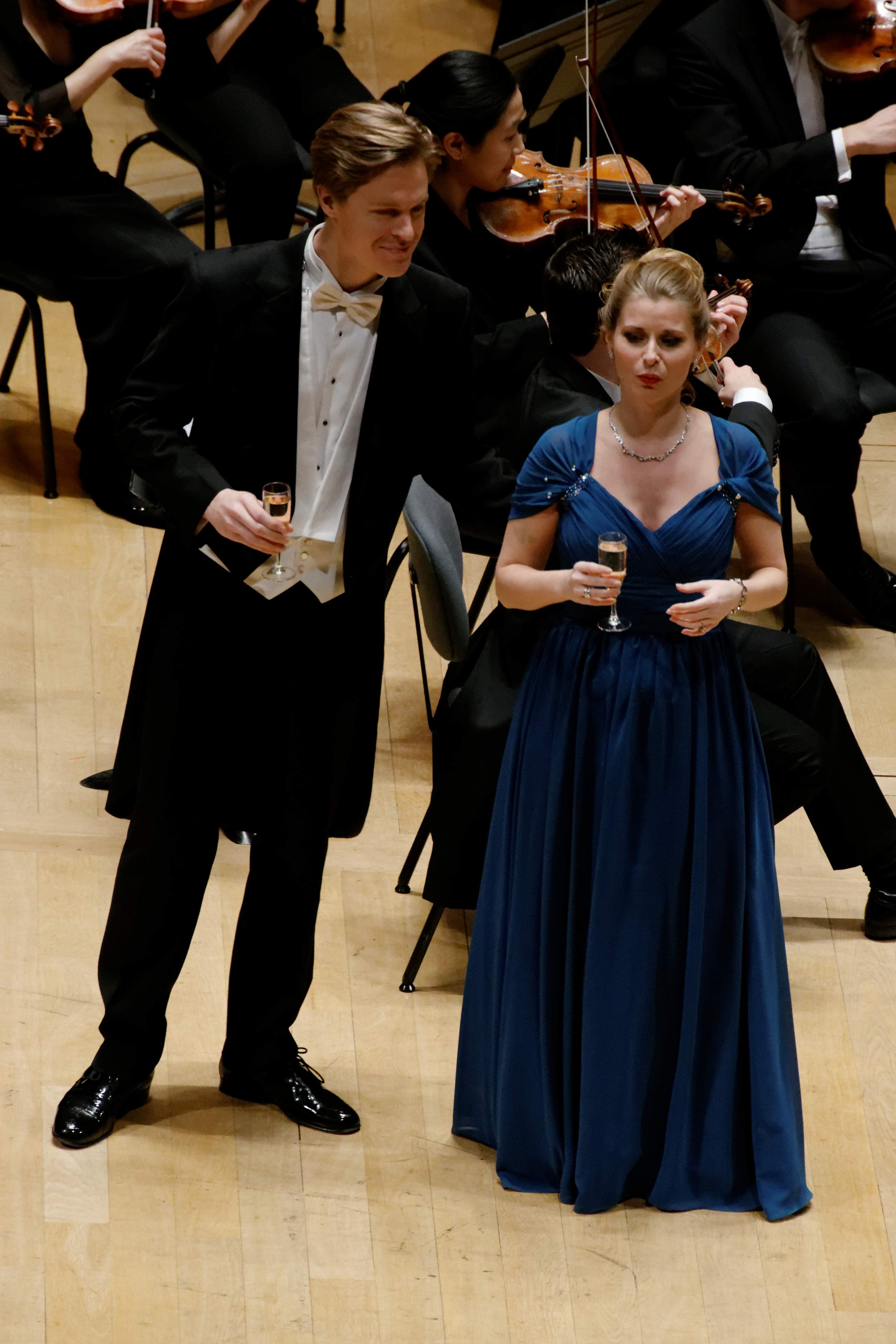
Frank (Georg Klimbacher) et Adele (Beate Ritter) dans lAir du Champagne d'Orlofsky, finale acte II. Auditorium Maurice-Ravel, décembre 2015

La fête bat son plein (Ich Iade gern mir Gäste ein). Falke arrive avec Eisenstein, qui se présente sous le nom de « marquis Renard ». Il est très étonné car il croit reconnaître Adèle, la servante de sa femme, parmi les invitées. Mais Adèle entonne un air (Mein Herr Marquis) dans lequel elle s'étonne qu'on puisse prendre pour une domestique une personne aussi distinguée qu'elle, et se moque d'Eisenstein, en compagnie des autres invités. Frank est également présent à la soirée, et prétend être un Français, le « chevalier Chagrin ».
Eisenstein ne reconnait pas Rosalinde, qui arrive, à l'instigation de Falke, masquée, en prétendant être une comtesse hongroise. Rosalinde est naturellement très surprise de constater qu'Eisenstein n'est pas en prison. Eisenstein flirte avec sa femme, et celle-ci finit par lui soutirer sa montre (Dieser Anstand, so manierlich).
Lors du souper, Eisenstein raconte la mauvaise farce qu'il a faite à son ami Falke lors du dernier carnaval : Falke était déguisé en chauve-souris, et Eisenstein l'abandonna endormi, ce qui l'obligea ensuite à regagner son domicile sous son déguisement, en plein jour, sous les railleries des passants.
La soirée se termine dans la joie, par un hymne au champagne (Im Feuerstrom der Reben) et tous les invités se congratulent (Brüderlein). Eisenstein et Frank partent au petit matin pour rejoindre la prison, ignorant chacun l'identité de l'autre.

#### Acte 3: à la prison
Frank rejoint son bureau à la prison. Adèle arrive, en compagnie de sa sœur Ida, elle souhaite devenir actrice et demande au « chevalier » de l'aider dans sa reconversion (Spiel' ich die Unschuld vom Lande). Eisenstein arrive, et Frank a beaucoup de peine à admettre que le marquis Renard est en fait Eisenstein, et se demande qui est le « Eisenstein » qu'il a emprisonné la veille. Eisenstein se le demande aussi, et il emprunte la perruque de son avocat le Dr Blind qui vient d'arriver afin de tirer l'affaire au clair.
Rosalinde arrive enfin, pour faire sortir Alfred de prison. Eisenstein, toujours déguisé, les interroge. Rosalinde se plaint de l'infidélité de son mari. Eisenstein se découvre, mais est confondu lorsque Rosalinde sort la montre, preuve de son inconduite avec la « comtesse hongroise ». Falke explique avoir voulu piéger son ami, c'est la vengeance de la chauve-souris !

### Personnages
| Personnage                                                                            | Voix                  | Distribution lors de la création, le 5 avril 1874 (Chef d'orchestre : Johann Strauss II) |
| ------------------------------------------------------------------------------------- | --------------------- | ---------------------------------------------------------------------------------------- |
| Gabriel von Eisenstein                                                                | ténor                 | Jani Szika                                                                               |
| Rosalinde, son épouse                                                                 | soprano               | Marie Geistinger                                                                         |
| Adele, servante de Rosalinde                                                          | soprano               | Caroline Charles-Hirsch                                                                  |
| Ida, sœur d'Adele                                                                     | soprano               | Srta. Jules                                                                              |
| Alfred, un maître de chant                                                            | ténor                 | Hans Rüdinger                                                                            |
| Dr. Falke, un notaire                                                                 | baryton               | Ferdinand Lebrecht                                                                       |
| Dr. Blind, un avocat                                                                  | ténor                 | Carl Matthias Rott                                                                       |
| Frank, gouverneur de la prison                                                        | baryton               | Carl Adolf Friese                                                                        |
| Prince Orlofsky, noble russe                                                          | mezzosoprano travesti | Irma Nittinger                                                                           |
| Ivan, le page du prince                                                               | rôle parlé            | Sr. Gärtner                                                                              |
| Frosch, un gardien de prison                                                          | rôle parlé            | Alfred Schreiber                                                                         |
| Personnages qui viennent au bal et serviteurs de la maison du prince Orlofsky (chœur) |                       |                                                                                          |

### Adaptations

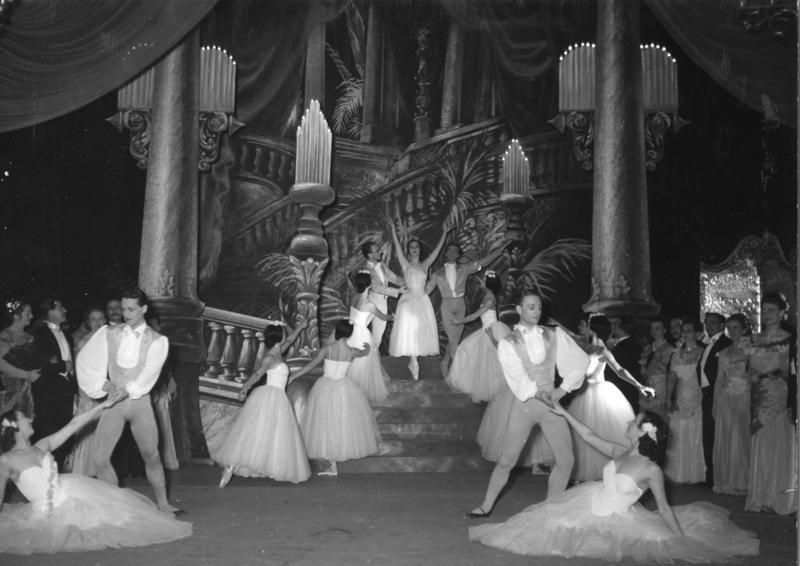
Die Fledermaus, Düsseldorf, 1954.

- En août 2001, les représentations de Fledermaus au Festival de Salzbourg provoquent un tollé dans le public face à une mise en scène de Hans Neuenfels[9], qui voulait rappeler son passé nazi à l'Autriche. C'était la dernière production du mandat de Gerard Mortier à la direction du festival de Salzbourg et cette « provocation » est apparue comme la volonté de régler ses comptes avec la presse locale, qui n'a pas beaucoup soutenu sa politique artistique[10],[11].
- Il est courant de modifier le livret, notamment dans les parties dialoguées, pour l'adapter à l'actualité : dans la production mise en scène par Coline Serreau en 2000 à l'Opéra Bastille (et reprise en 2003), le gardien de prison Frosch incarné par Bernard Alane parle d'un de ses prisonniers, M. Total, « qui n'arrête pas de faire des boulettes », allusion au naufrage de l'Erika[12].
- En 2014 à l'Opéra Comique, c'est la Chauve-Souris qui est donnée, autrement dit la version française réadaptée par Pascal Paul-Harang. La mise en scène d'Ivan Alexandre applique à la lettre l'idée que l'« opérette est une œuvre ouverte ». Réalité et fiction se mêlent sur scène et les références à l'actualité sont incessantes tandis que l'art lyrique lui-même est l'occasion de belles parodies[13].

#### Ballet
- Roland Petit crée en 1979 un ballet La Chauve-souris qui suit fidèlement l'opérette de Johann Strauss fils pour la musique et l'argument.

#### Cinéma et télévision
- 1950 : Tom et Jerry à l'Hollywood Bowl (Tom and Jerry in the Hollywood Bowl), court métrage d'animation de la série Tom et Jerry basé sur l'ouverture de l'opérette
- 1979 : La Chauve-Souris (Летучая мышь), téléfilm de Yan Frid

## Numéro musicaux

### Premier acte
- n° 1a, Introduction - Täubchen, das entflattert ist (Alfred, Adele)
- n° 1b, Duettino - Ach, ich darf nicht hin zu dir (Rosalinde, Adele)
- no 2, Trio - Nein, mit solchen Advokaten (Eisenstein, Rosalinde, Blind)
- no 3, Duo - Komm mit mir zum Souper (Dr. Falke, Eisenstein)
- no 4, Trio - So muss allein ich bleiben (Rosalinde, Adele, Eisenstein)
- no 5, Final I - Trinke, Liebchen, trinke schnell (Alfred, Rosalinde, Frank)

### Deuxième acte
- no 6, Chœur et Ensemble - Ein Souper heut' uns winkt (Chœur)
- no 7, Couplet - Ich lade gern mir Gäste ein (Orlofsky)
- no 8, Ensemble et Couplet - Ach, meine Herrn und Dame / Mein Herr Marquis (Orlofsky, Dr. Falke, Ida, Adele, Eisenstein, Chœur)
- no 9, Duo - Dieser Anstand, so manierlich (Eisenstein, Rosalinde)
- no 10, Csárdás - Klänge der Heimat (Rosalinde)
- n° 11a, Final II - Ensemble et chœur Im Feuerstrom der Reben (Orlofsky, Eisenstein, Rosalinde, Frank, Dr. Falke, Adele, Ida, Chœur)
- n° 11b, Final II - Ballet, Marianka, komm und tanz mit mir (Chœur)
- n° 11c, Final II - Ensemble et Chœur Genug damit, genug! (Orlofsky, Eisenstein, Frank, Rosalinde, Dr. Falke, Adele, Ida, Chœur)

### Troisième acte
- no 12, Entracte
- no 13, Mélodrame - Olga komm her, Ida auch (Frank)
- no 14, Couplet - Spiel' ich die Unschuld vom Lande (Adele, Ida, Frank)
- no 15, Trio - Ich stehe voll Zagen (Rosalinde, Alfred, Eisenstein)
- no 16, Final III - O Fledermaus, o Fledermaus (Eisenstein, Dr. Falke, Orlofsky, Adele, Alfred, Rosalinde, Frank, Ida, Blind, Chœur)

## Discographie
- 1907 - Seidler-Winkler Bruno - Grammophon-Orchester
- 1929 - Weigert Hermann - Orchestermitgliedern der Staatsoper Berlin
- 1936 - Rosbaud Hans - Orchester des Reichssenders Frankfurt
- 1938 - Görlich Gustav - Reichssenders Stuttgart
- 1949 - Fricsay Ferenc - RIAS Sinfonieorchester Berlin
- 1950 - Krauss Clemens - Wiener Philharmoniker
- 1950 - Ormandy Eugene - Metropolitan Opera
- 1951 - Ormandy Eugene - Metropolitan Opera
- 1951 - Reiner Fritz - RCA Victor Orchestra
- 1951 - Schönherr Max - Wiener Unterhaltungsorchester
- 1952 - Schüchter Wilhelm - Hamburgisches Rundfunk Orchester
- 1953 - Franz Marszalek  - Orchester
- 1954 - Kozma Tibor - Metropolitan Opera
- 1954 - Walter Goehr - Zürcher Radio Orchester
- 1954 - Samosud Samuil A - Moscow State Radio Symphony Orchestra
- 1955 - Karajan Herbert von - Philharmonia Orchestra
- 1955 - Schüchter Wilhelm - Sinfonieorchester des Nordwestdeutschen Rundfunks
- 1957 - Kozma Tibor - Metropolitan Opera
- 1957 - Brückner-Rüggeberg Wilhelm - Hamburger Symphoniker
- 1957 - Müller-Kray Hans - Radio-Sinfonieorchester Stuttgart
- 1958 - Leinsdorf Erich - Metropolitan Opera
- 1959 - Franz Marszalek  - Radio-Sinfonie-Orchester Köln
- 1959 - Tausky Vilem - Sadler's Wells Opera
- 1959 - Ackermann Otto - Philharmonia Orchestra
- 1959 - Michalski Carl - Bayerische Staatsoper
- 195x - Dobrindt Otto - Rundfunk-Sinfonie-Orchester Leipzig
- 1960 - Karajan Herbert von - Wiener Philharmoniker
- 1960 - Hollreiser Heinrich - Wiener Philharmoniker
- 1960 - Karajan Herbert von - Wiener Philharmoniker
- 1962 - Engel Lehman - Orchestra
- 1964 - Danon Oscar - Wiener Staatsoper
- 1964 - Danon Oscar - Wiener Staatsoper
- 1964 - Stolz Robert - Wiener Symphoniker
- 1964 - Hartemann Jean-Claude - Orchestre Philharmonique de l'O.R.T.F.
- 1965 - Pourcel Franck - Orchestre de la Société des Concerts du Conservatoire
- 1967 - Allers Franz - Metropolitan Opera
- 1967 - Lehel György - Hungarian Radio Orchestra
- 1968 - Franz Marszalek  - Großes Operetten-Orchester
- 196x - Peters Ove - Stort Operetteorkester
- 196x - Müller-Lampertz Richard - Hamburgische Staatsoper
- 1971 - Boskovsky Willi - Wiener Symphoniker
- 1971 - Böhm Karl - Wiener Philharmoniker
- 1972 - Sibert (Siebert) Adolphe - Orchestre Lyrique de l'O.R.T.F.
- 1973 - Bonynge Richard - San Francisco Opera
- 1974 - Kleiber Carlos - Bayerisches Staatsorchester
- 1976 - Kleiber Carlos - Bayerisches Staatsorchester
- 1976 - Falk Peter - Sinfonie-Orchester Graunke
- 1980 - Bonynge Richard - San Diego Opera
- 1980 - Guschlbauer Theodor - Wiener Staatsoper
- 1982 - Binder Erich - Wiener Volksoper
- 1982 - Bonynge Richard - Elizabethan Sydney Orchestra
- 1983 - Domingo Plácido - Covent Garden
- 1983 - Kleiber Carlos - Bayerische Staatsoper
- 1986 - Kleiber Carlos - Bayerisches Staatsorchester
- 1986 - Tate Jeffrey - Metropolitan Opera
- 1987 - Harnoncourt Nikolaus - Royal Concertgebouw Orchestra
- 198x - Domingo Plácido - Münchner Rundfunkorchester
- 1990 - Bonynge Richard - Covent Garden
- 1990 - Previn André - Wiener Philharmoniker
- 1991 - Wildner Johannes - Bratislava Radio Symphony Orchestra
- 1996 - Bibl Rudolf - Burgenländer Symphoniker
- 1998 - Haider Friedrich - Hungarian State Opera
- 1999 - Harnoncourt Nikolaus - Wiener Symphoniker
- 199x - Edwards John Owen - D'Oyly Carte Opera
- 19xx - Reinhold Franz - Opéra de Vienne
- 2001 - Minkowski Marc - Mozartium Orchester
- 2003 - Fricke Heinz - Washington National Opera
- 2003 - Kuhn Gustav - Orchester des Tyroler Festspiele
- 2003 - Jurowski Wladimir - London Philharmonic Orchestra
- 2006 - Billy Bertrand De - Wiener Staatsoper
- 2007 - Kabaretti Nir - Orchestre de Chambre de Lausanne

## Pour approfondir